# Kuhlia nutabunda
Kuhlia nutabunda és una espècie de peix pertanyent a la família Kuhliidae.

## Descripció
- Pot arribar a fer 24,2 cm de llargària màxima.
- 10 espines i 11 radis tous a l'aleta dorsal i 3 espines i 10-11 radis tous a l'anal.
- Ulls molt grossos.
- És platejat amb les aletes fosques.[4][5]

## Hàbitat
És un peix marí, bentopelàgic i de clima subtropical.

## Distribució geogràfica
Es troba al Pacífic sud-oriental: l'illa de Pasqua.

## Observacions
És inofensiu per als humans.